# Dámaso Berenguer

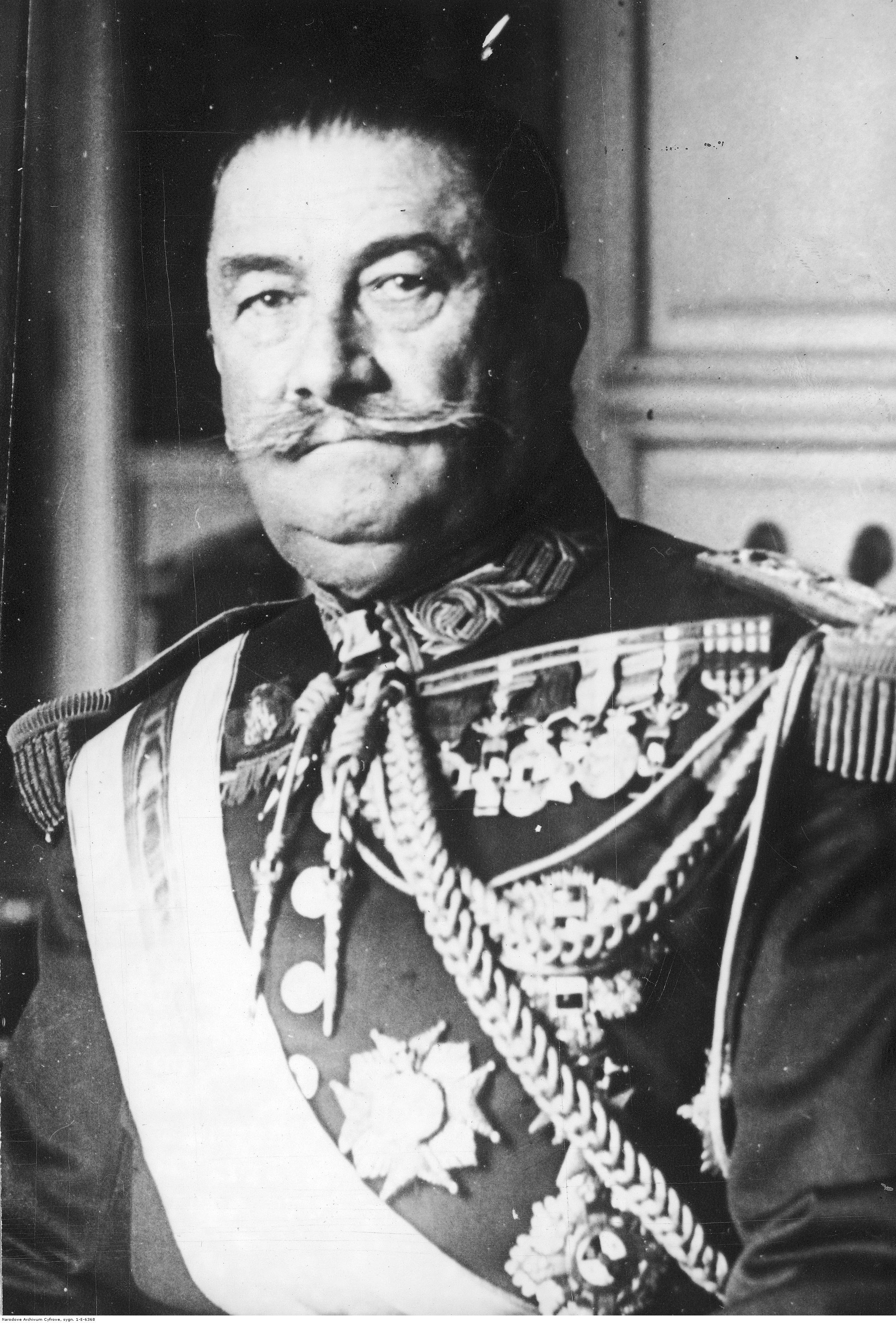
Dámaso Berenguer

Dámaso Berenguer y Fusté, graaf de Xauen (San Juan de los Remedios, 4 augustus 1873 - Madrid, 19 mei 1953) was een Spaans luitenant-generaal, politicus en eerste minister.

## Levensloop

### Militaire loopbaan en Eerste Wereldoorlog
Na zijn schoolopleiding trad Dámaso Berenguer in 1889 toe tot het leger en volgde een opleiding tot officier in de cavalerie aan de militaire academie, waar hij in 1892 afstudeerde met de bevordering tot onderluitenant. Tussen 1895 en 1898 nam hij als officier deel aan de Cubaanse Onafhankelijkheidsoorlog. In 1909 was hij betrokken bij de Rifoorlog en hier werd hij bevorderd tot brigadegeneraal. Tussen 1909 en 1915 bevond hij zich in Marokko, waar hij in 1911 in Melilla Marokkaanse legereenheden versloeg. Als generaal werd hij een van de belangrijkste militaire aanvoerders. Bij zijn terugkeer in Spanje werd hij in 1916 benoemd tot militaire gouverneur van de provincie Málaga.

### Interbellum en dictatuur vanMiguel Primo de Rivera
Na de Eerste Wereldoorlog, waarbij Spanje neutraal bleef, begon het leger een belangrijke politieke macht te worden in Spanje. Op 9 november 1918 werd hij minister van Oorlog in de regering van Manuel García Prieto. Na de eedaflegging van de regering van Álvaro Figueroa Torres op 5 december 1918 bleef hij minister van Oorlog, maar nam in januari 1919 ontslag toen hij benoemd werd tot Hoge Commissaris in Spaans-Marokko. Op 3 januari 1921 werd hij via een koninklijk decreet benoemd tot senator voor het leven.
Als Hoge Commissaris zorgde hij ervoor dat het Spaanse gebied dat verloren ging bij de Slag om Annual in augustus 1921 heroverd werd. Op 13 juli 1922 legde hij deze functie neer.
Wegens zijn deelname en medeverantwoordelijkheid voor de nederlaag van het Spaanse leger tegen de Riffijnen bij de Rifoorlog van 1920-1926 werd hij voor het Opperste Militaire Gerecht gesleept en schuldig bevonden. Nadat in 1923 echter de militaire dictatuur van Miguel Primo de Rivera aan de macht kwam, kreeg hij gratie. In 1924 werd hij benoemd tot leider van het Koninklijke Militaire Huis en op 27 maart 1925 tot kapitein-generaal van Galicië. Hij bleef kapitein-generaal tot en met 31 augustus 1926. Op 4 mei 1929 werd hij als "graaf de Xauen" door koning Alfons XIII in de adelstand verheven.

### Premierschap
Nadat dictator Primo de Rivera op 30 januari 1930 aftrad, werd hij door koning Alfons XIII benoemd tot de nieuwe Spaanse premier. Hij was tegelijkertijd minister van het Leger. Ook zijn regering was in feite een dictatuur.
De hoop van de monarchie dat Berenguer in staat zou zijn om de grondwettelijke orde te herstellen en de economische problemen zou kunnen oplossen kon hij echter niet vervullen. De meeste politieke partijen verweten de koning ook dat hij verantwoordelijk was voor het aan de macht komen van dictator Primo de Rivera en vorderden de afzetting van Alfons XIII. Berenguer probeerde zonder succes bij het conflict tussen de monarchie en de politieke partijen te bemiddelen. Dit zorgde ervoor dat hij het vertrouwen bij de republikeinen en bij de monarchisten verspeelde en er werd verzocht om de wetgeving te hervormen en de afgevaardigden, stadsraden en universiteitsprofessoren hun oude macht terug te geven. Om de politieke partijen gerust te stellen en de Spaanse vrede te bewaren kondigde Berenguer aan dat er algemene verkiezingen kwamen, maar de traditionele partijen weigerden dit na de ervaringen met Primo de Rivera. Daarop riepen de terug toegelaten arbeidersbewegingen op om te protesteren tegen hem.
Op 17 augustus 1930 werd het pact van San Sebastian gesloten, waarbij de republikeinen onder Niceto Alcalá Zamora en Miguel Maura de afzetting van koning Alfons XIII wilden bereiken.
Op 14 december 1930 kwam het tot een militaire revolte in het garnizoen Jaca, waarbij gevochten werd voor de afschaffing van de monarchie en de proclamatie van een republiek. Nadat de leiders van deze revolte, de hoofdmannen Fermín Galán Rodríguez en Ángel García Hernández werden doodgeschoten, kreeg de regering-Berenguer nog minder steun. Kort nadien gebeurde er een aanslag met een pistool op Berenguer, maar hij bleef ongedeerd.
De onrust en de protesten zorgden ervoor dat Berenguer op 14 februari 1931 het ontslag van zijn regering aankondigde.

### Tweede Spaanse Republiek en uitgaves
Toch bleef hij in de regering van zijn opvolger, admiraal Juan Bautista Aznar Cabañas en de laatste regering onder koning Alfons XIII, tot en met 14 april 1931 minister van het Leger.
Toen de republikeinen een grote zege kenden bij de gemeenteraadsverkiezingen van 12 april 1931, ging koning Alfons XIII zonder formele abdicatie in ballingschap naar Parijs. Vervolgens werd de Tweede Spaanse Republiek uitgeroepen. Hoewel Berenguer verklaarde de nieuwe republiek trouw en volgzaam te zijn, werd hij samen met andere monarchistische officiers wegens de beschieting van de opstand van Jaca aangeklaagd en berecht. In 1935 werd hij door het Opperste Gerecht vrijgesproken.
Over zijn politieke en militaire belevenissen schreef hij meerdere boeken.
- Biblioteca Nacional de España: XX1187447
- Bibliothèque nationale de France: cb17007071b (data)
- Catàleg d'autoritats de noms i títols de Catalunya: 981058511880206706
- Gemeinsame Normdatei: 105042266X
- International Standard Name Identifier: 0000 0000 5932 0982
- Library of Congress Control Number: nr90008150
- SNAC: w62j7fdc
- Système universitaire de documentation: 080204961
- Virtual International Authority File: 61392576
- WorldCat: E39PBJwtrwxTdhgg9JWKm8VjYP